# پدرو ردریرو
پدرو ردریرو (انگلیسی: Pedro Regueiro; ۱۹ دسامبر ۱۹۰۹ – ۱۱ ژوئن ۱۹۸۵) بازیکن فوتبال اهل اسپانیا بود.
از باشگاه‌هایی که در آن بازی کرده‌است می‌توان به باشگاه فوتبال رئال بتیس و باشگاه فوتبال رئال مادرید اشاره کرد.
وی همچنین در تیم‌های ملی فوتبال اسپانیا و باسک بازی کرده‌است.